# دیو (سانابا)
دیو شهری در شهرستان سانابا در استان بانوا در بورکینافاسوی غربی است و جمعیت آن ۲,۱۰۷ نفر است.